# Stevens (priimek)
Stevens je priimek več oseb:
- Austin Stevens, južnoafriški fotograf
- Huub Stevens, nizozemski nogometaš
- Ted Stevens, ameriški politik